# Dia da Reunificação
Dia da Reunificação (em vietnamita:  Ngày Thống nhất), Dia da Vitória (Ngày Chiến thắng), Dia da Libertação (Ngày Giải phóng ou Ngày Giải phóng miền Nam), ou o nome oficial Dia da Libertação Sul para a Reunificação Nacional (Giải phóng miền Nam, thống nhất đất nước) é um feriado público no Vietname que marca o evento quando as forças norte-vietnamitas e Việt Cộng capturaram Saigon (atual cidade de Ho Chi Minh) a 30 de abril de 1975. Isto assinalou o fim da Guerra do Vietname, conhecida em vietnamita como Kháng chiến chống Mỹ cứu nước ("Anti-American Resistance War for National Salvation") ou Chiến tranh Việt Nam ("Guerra do Vietname"). Foi o início do período de transição para a reunificação, que ocorreu nas eleições nacionais para a reunificação nacional a 2 de julho de 1976, quando a República do Vietname do Sul e o Vietname do Norte fundiram os dois países independentes, formando o Vietname dos tempos modernos. Certas partes da comunidade vietnamita ultramarina denominam o dia como a "Queda de Saigon", "Abril Negro" (Tháng Tư Đen), "Dia Nacional da Vergonha" (Ngày Quốc Nhục) ou "Dia Nacional do Ódio" (Ngày Quốc Hận).

## Galeria

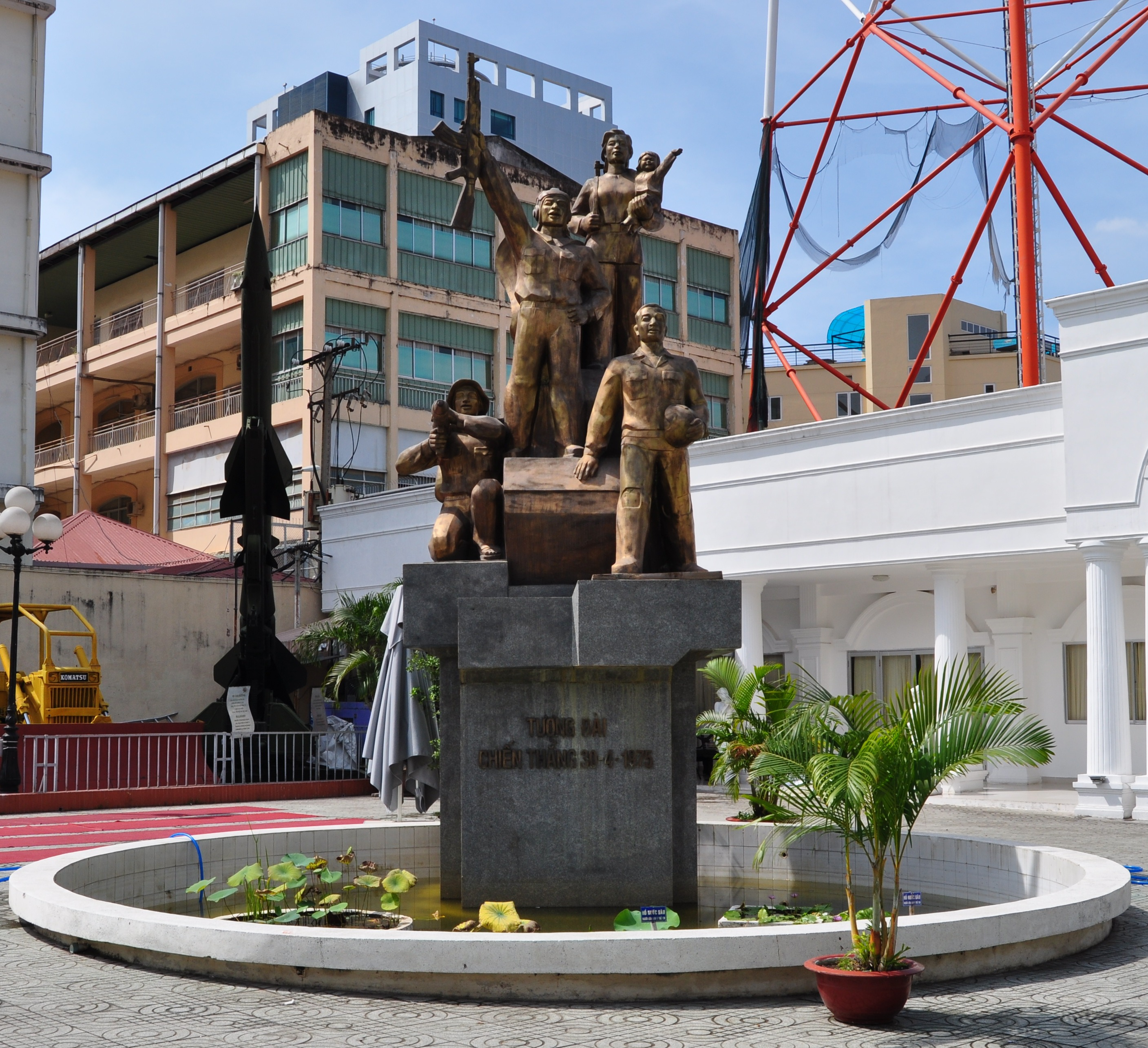
Estátua que comemora a "Vitória de 30-4-1975" no Museu da Campanha Ho Chi Minh
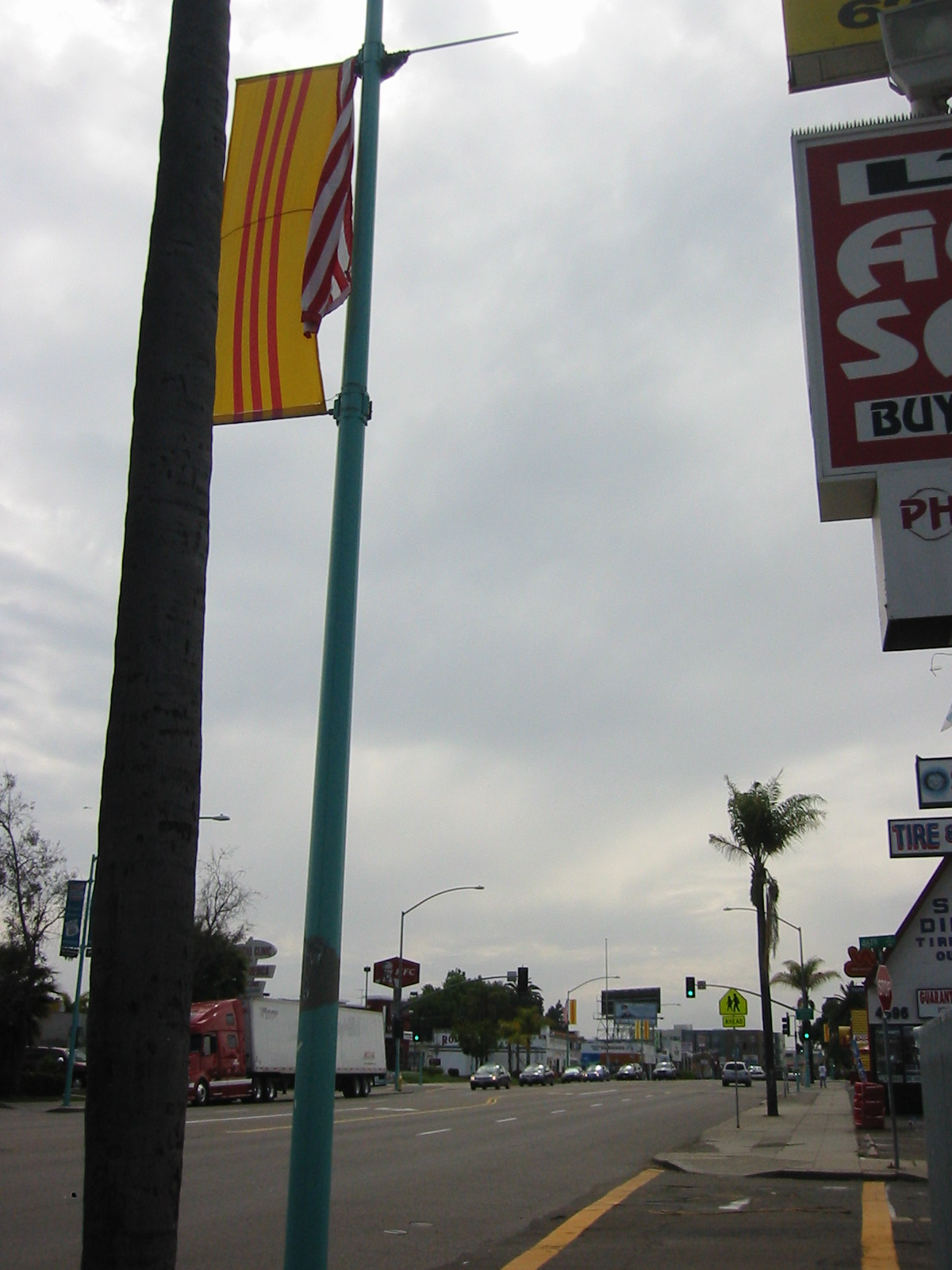
Bandeira da herança vietnamita-americana (bandeira da antiga República do Vietname) revestindo a El Cajon Blvd em San Diego, Califórnia, antes do Black April
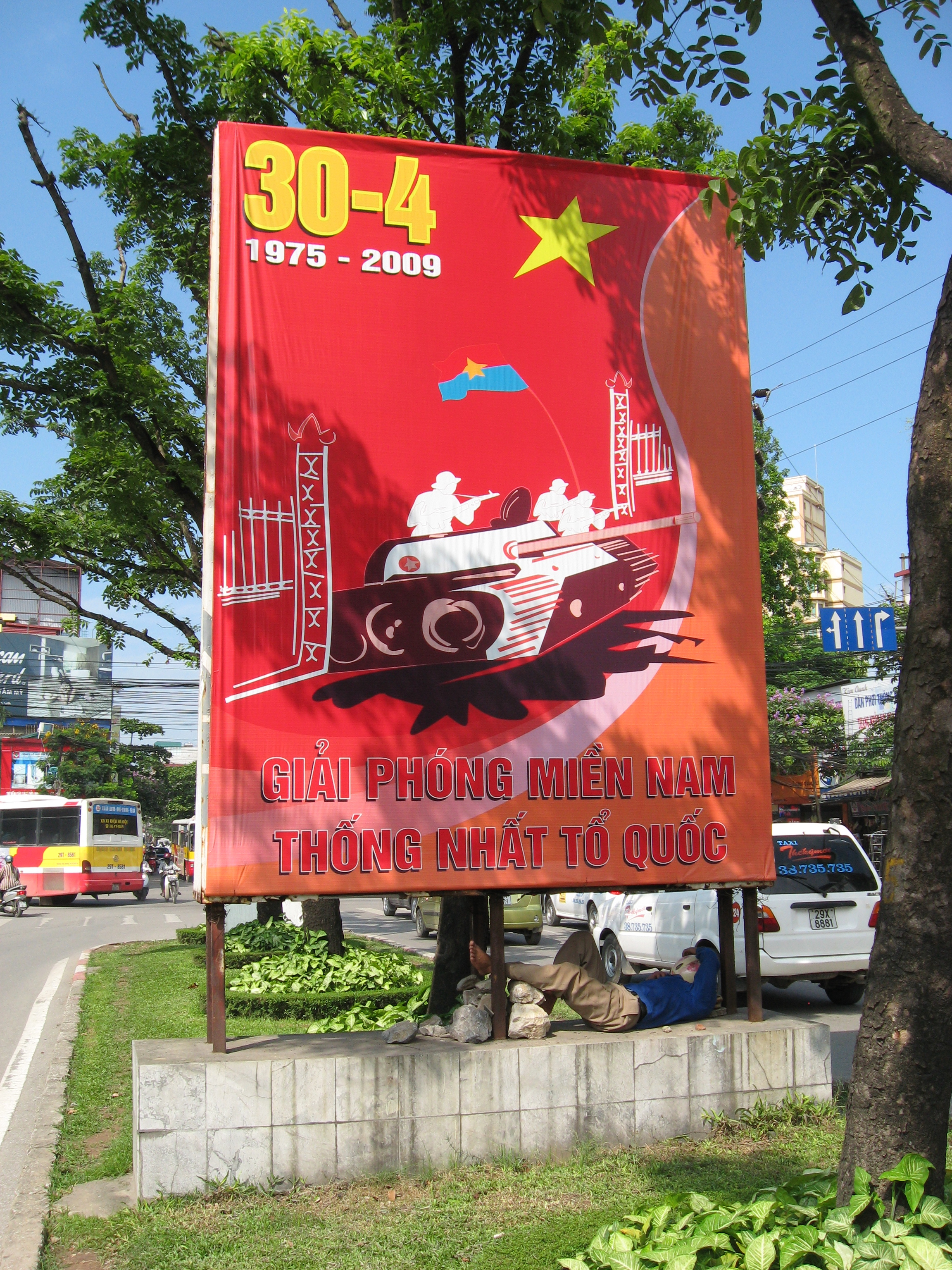
Uma placa em Hanói, 2009, retratando o momento em que um tanque do Vietcong colidiu com o Palácio Presidencial em 30 de abril de 1975.

## Vídeos
- Desfile do Dia da Reunificação de 2015 em Hanói